# هيرمان والد
هيرمان والد (بالإنجليزية: Herman Wald)‏ هو نحات جنوب أفريقي، ولد في 7 يوليو 1906 في كلوج نابوكا في رومانيا، وتوفي في 4 يوليو 1970 في جوهانسبرغ في جنوب أفريقيا.